# Альфред Носсіг
Альфред Носсіг (пол. Alfred Nossig; 18 квітня 1864, Львів — 22 лютого 1943, Варшава, Польща) — польський скульптор, драматург, лібретист, політичний діяч єврейського походження.

## Життєпис

Носсіг поруч з Талаат-пашею, Енвер-пашею та Халіль-пашею, 1915

Народився у Львові в єврейській родині. Був сином Фридерики (пом. 1899). Його сестрою була Феліція Носсіг, дружина Ізидора Прухніка та мати Адама Прухніка.
У молодості пропагував ідею асиміляції євреїв, виявом чого було видання польськомовного щоденника «Вітчизна» (пол. Ojczyzna). Невдовзі змінив погляди і став сіоністом. Як перший у Польщі, 1887 року опублікував працю, присвячену цій ідейній течії, під назвою «Спроба розв'язання єврейського питання» (пол. Próba rozwiązania kwestii żydowskiej). Наприкінці XIX століття був паризьким кореспондентом «Gazety Lwowskiej». Брав участь у Першому сіоністському конгресі в Базелі, де вступив у конфлікт з Теодором Герцлем. Тривалий час жив і працював у Берліні.
Діяв у багатьох сферах: створив Єврейську колонізаційну організацію (AIKO), розробляв статистичні дослідження щодо єврейського населення, займався скульптурою («Юда Маккавей» (пол. Juda Machabeusz), «Цар Соломон» (пол. Król Salomon)), написав лібрето до опери «Манру» (пол. Manru) Ігнація Падеревського, а також драми «Вигнання євреїв» (пол. Wygnanie Żydów) та «Цар Сіону» (пол. Król Syjonu).
У Варшавському гетто, куди його було переселено, робив безуспішні спроби налагодити співпрацю з німцями та отримати їхню згоду й допомогу для еміграції євреїв з Європи. Після боїв, що відбулися в гетто у січні 1943 року, передав німецькій владі інформацію про рух опору в гетто, а також про існування та розташування бункерів на території єврейського кварталу. Дізнавшись про це, Єврейська бойова організація винесла йому смертний вирок, який було виконано 22 лютого 1943 року в його варшавській квартирі на вулиці Мурановській, 42.
Був похований на єврейському цвинтарі на вулиці Окоповій у Варшаві. Точне місцезнаходження його могили невідоме; зберігся лише фрагмент таблички з його надгробка (у кварталі 67, ряд 7).